# 도가쿠
도가쿠(일본어: Tōgaku, 唐樂)는 가가쿠(雅樂)의 일종이다. 오늘날의 도가쿠는 류테키(龍笛)·히치리키·쇼(笙)·쇼오코(鉦鼓)·갓코·다이코(太鼓)·소오(箏)·비와(琵琶)로 연주되는데, 춤 반주(舞樂)에서는 현악기를 뺀다. 도가쿠에 쓰이는 선법에는 중국의 상조(商調)에 해당하는 료센(呂旅)과 우조(羽調)에 해당하는 리쓰(律旋)의 두 가지가 있는데, 료센에는 이치고쓰죠(壹越調－d가 중심음)·다이시키죠(大食調－e가 중심음)·소오죠오(g가 중심음)의 3조(調)가 있고, 리쓰센에는 효오죠(平調)－e가 중심음)·오오시키죠 (黃鐘調－a가 중심음)·반시키죠(盤涉調－b가 중심음)의 3조가 있다. 박자에는 주로 하야요효오시(早四拍子)와 하야야효오시(早八拍子)가 있는데, 둘 다 하야뵤오시(早拍子)로서 4/4박자로 되었지만, 먼저 것은 4마디(小節)마다 제3마디에 다이코(太鼓)가 한번 들어가고, 나중 것은 8마디마다 제7마디에 북이 한번 들어가는 점에서 두 가지가 다르다. 그리고 도가쿠는 북 2번, 즉하야요호오시에서는 8마디, 하야야효오시에서는 16마디가 1악구(樂句)를 이룬다. 예를 들면 에텐라쿠(越天樂)는 하야요호오시로 되어 있고, 세이카이하(靑海波)는 하야야효오시로 되어 있다.

## 같이 보기
- 고마가쿠
- 일본의 전통 음악